# 秘傳千羽鶴折形

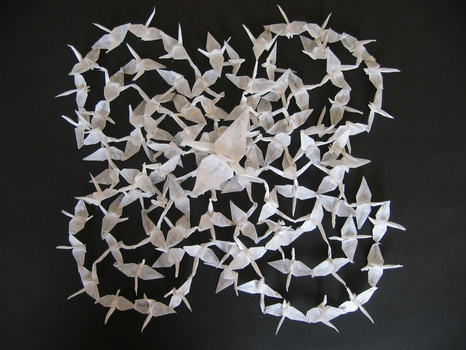
百鶴

秘伝千羽鶴折形（ひでんせんばづるおりかた、秘傳千羽鸖折形）とは、1797年（寛政9年）に京都の吉野屋為八によって初版が発行された、連鶴49種を集めた書のことである。連鶴の作者は、伊勢国桑名の長円寺11世住職・義道一円（ぎどういちえん、1762年 - 1834年、漢詩を書く際の号は魯縞庵（ろこうあん））である。編著者は「東海道名所図会」などで知られる秋里籬島（あきさとりとう）、絵師は竹原春泉斎。木版一色刷りで、現代の文庫本とほぼ同サイズの和綴じ本である。これは、現存する世界で最も古い遊戯折り紙の本と言われている。また、この折り方は「桑名の千羽鶴」として桑名市の無形文化財に指定されている。

## 概要
千羽鶴折形には、全部で49種の連鶴の作り方が掲載されている。更に原本の挿絵には50番目の作品（拾餌に似ている）と51番目の作品（釣りふねに似ている）が描かれている。それぞれの完成形には、和名の銘と、その銘にちなんだ恋に関する狂歌が添えられている。作品の作り方として紙にどのような切り込みを入れるかどうかは開いた紙に実線を入れることで示されている。ただし、唯一「百鶴」では紙を三角に八折りし、一度に切り込みを入れる方法が指示されている。これは本が書かれた江戸時代に流行していた紋切り遊びの手法である。
千羽鶴折形は近年までその存在が忘れ去られていたが、1957年9月に吉澤章が国際折紙研究会の機関紙「O・T通信」で発表し、更に同年の『週刊朝日』の書評欄で紹介されたことにより、一般の人にも広く知られることとなった。また中西康大が魯縞庵が桑名に実在した人物であることや、編著者が秋里籬島であることをつきとめた。編著者の秋里籬島はこの本の製作にあたり作者を「露菊」として記載し、秋里籬島の名は自身の判子「籬島」を押印することによってのみ使用した。このため増版時には印が押されなくなり、編著者が秋里籬島であることがわからなくなってしまった。
この本は魯縞庵がまとめた49種の連鶴を、秋里籬島が和名をつけて狂歌を添え、順序や書籍のレイアウトにも工夫を施して製作された。魯縞庵はこの本以前に100種の千羽鶴に漢名をつけ『素雲鶴』（そうんかく）という本にまとめていた。『素雲鶴』は現存していないと考えられていたが、2014年11月に長円寺本堂の書庫から『新撰素雲鶴』と書かれた冊子が見つかり、その中に挟まれていた連鶴の展開図が描かれた縦28cm、横39cmの美濃紙が『素雲鶴』の一部とみられている。『素雲鶴』と考えられるものには30種、『新撰素雲鶴』には158種類が収録されている。
本の題名『千羽鶴折形』のうち、「千羽鶴」という単語は現代における連鶴を意味していた。また千羽鶴折形は明確な形で連鶴が記載された最古の本であるが、連鶴はこの本が出版される以前から存在したと考えられている（詳細は折鶴#歴史を参照）。

## 構成
- 千羽鶴折形序
- 鶴の宝長（挿絵と狂歌）
- 林和仙人（挿絵と狂歌）
- 一羽鶴の展開図
- 千羽鶴折形目録
- 鶴の折りよう
- 作品紹介

## 画像

秘傳千羽鶴折形
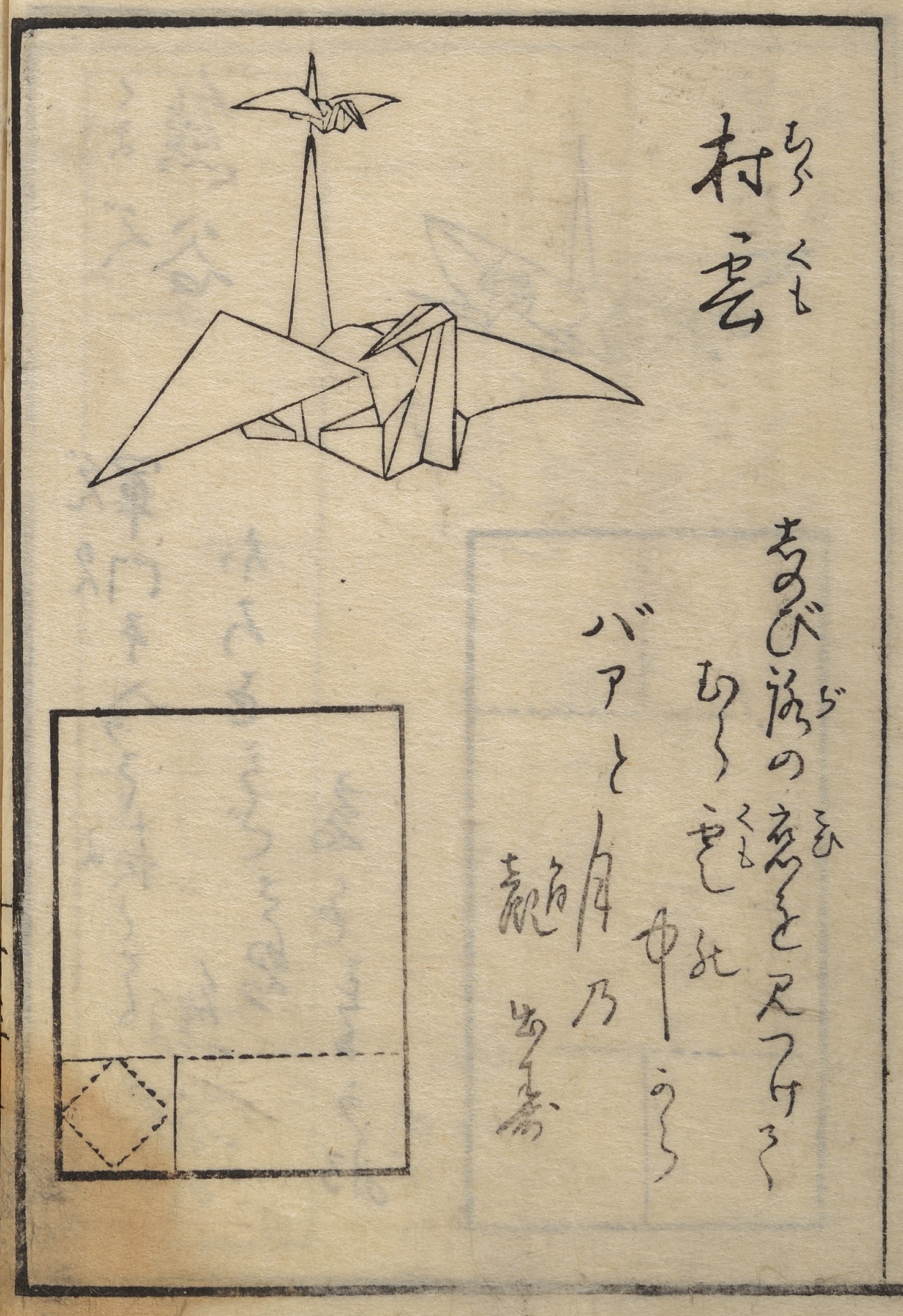
「村雲（むらくも）」
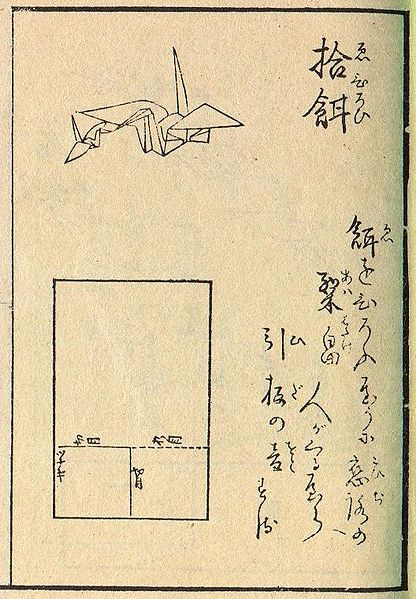
「拾餌（えひろい）」